# Station Sheerness On Sea
Sheerness On Sea is een spoorwegstation van National Rail in Sheerness, Swale in Engeland. Het station is eigendom van Network Rail en wordt beheerd door Southeastern. 